# تیم ملی والیبال نشسته بوسنی و هرزگوین
تیم ملی والیبال نشسته بوسنی و هرزگوین ( بوسنیایی: Reprezentacija BiH u sjedećoj odbojci)، نماینده بوسنی و هرزگوین در مسابقات بین المللی والیبال نشسته است. بوسنی در کنار ایران یکی از تیم های برتر والیبال نشسته در جهان است.  این تیم در مسابقات قهرمانی اروپا در سال ۱۹۹۷ در تالین موفق به کسب نشان برنز شد. 
این تیم با کسب ۲ نشان طلای والیبال پارالمپیک ، ۳ نشان نقره پارالمپیک، ۳ دوره حضور در جام جهانی و ۹ قهرمانی در مسابقات قهرمانی اروپا، پرافتخارترین تیم در ورزش بوسنی و هرزگوین است.  این تیم با کسب طلای پارالمپیک در سال ۲۰۰۴ آتن، عناوین جهانی و عناوین اروپایی را به دست آورد. این تیم یکی از اعضای هیئت حاکمه والیبال نشسته جهان (WOVD) و اروپا (ECVD) است. 
این تیم توسط انجمن والیبال نشسته بوسنی و هرزگوین ( Savez sjedeće odbojke BiH) اداره می شود. تا سال ۱۹۹۲، بازیکنان بوسنیایی مانند شوکو نوهانوویچ بخشی از تیم ملی والیبال نشسته یوگسلاوی بودند .  
قبل از سال ۱۹۹۲، در زمان یوگسلاوی ، تیم شروع به شکل گیری کرد. بازیکنان عضو باشگاه والیبال نشسته آپورنی سارایوو بودند که سه بار متوالی قهرمان یوگسلاوی شدند.  تیم والیبال نشسته مردان بوسنی و هرزگوین شامل ورزشکارانی است که به شدت تحت تأثیر جنگ بوسنی (۶ آوریل ۱۹۹۲- ۱۴ دسامبر ۱۹۹۵) قرار گرفتند. با توجه به تعداد زیاد افراد مجروح در درگیری، این کشور شروع به سرمایه گذاری بیشتر در ورزش های پارالمپیک کرد. کاپیتان صباحودین دلالیچ برای ارتش بوسنی جنگید و پس از ریزش دیوار بر روی او بخشی از پای راست خود را از دست داد. سافت علیباشیچ با قرار گرفتن بر روی مین یکی از پاهای خود را از دست داد.

## پیوند به بیرون

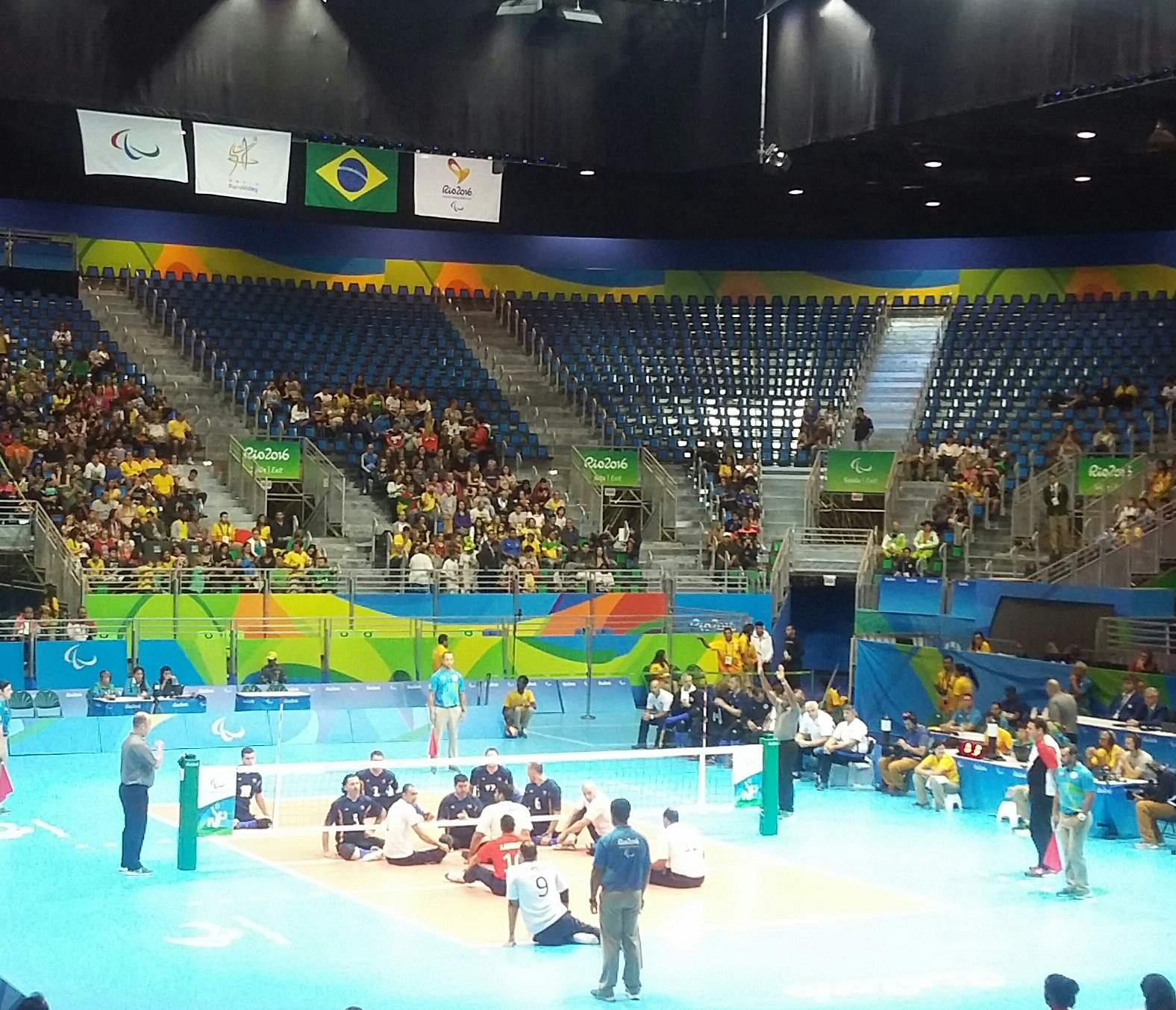
تیم ملی والیبال نشسته بوسنی و هرزگوین در پارالمپیک ۲۰۱۶